# Zelotes olympi
Zelotes olympi är en spindelart som först beskrevs av Kulczynski 1903.  Zelotes olympi ingår i släktet Zelotes och familjen plattbuksspindlar. Inga underarter finns listade i Catalogue of Life.